# Кузьмин, Сергей Викторович (военный)
Сергей Викторович Кузьмин (род. 3 июня 1955, Киев, УССР, СССР) — советский и российский военный моряк-подводник, Герой Российской Федерации (4.01.1995). Вице-адмирал (15.12.2006).

## Биография
Родился 3 июня 1955 года в Киеве.
С июля 1972 года — в ВМФ СССР. В 1977 году окончил Каспийское высшее военно-морское училище имени С. М. Кирова. Службу проходил на атомных подводных лодках Краснознамённого Северного флота в должностях командира электронавигационной группы БЧ-1 ПЛ «К-387»; с ноября 1981 — командира БЧ-1 534-го экипажа; с октября 1983 — помощника командира подводных лодок «К-517» и с сентября 1984 — «К-502»; с сентября 1985 — старшего помощника командира ПЛ «К-298». С 1976 года являлся членом КПСС.
В 1987 году окончил Высшие специальные офицерские классы ВМФ.
В августе 1988 года капитан 2-го ранга Кузьмин получил назначение на должность командира атомной подводной лодки «Б-414». Экипаж атомной подводной лодки был сформирован в августе 1988 года, и Кузьмин стал первым командиром. Сам корабль ещё только строился на Ленинградском Адмиралтейском объединении и был спущен на воду только 31 августа 1990 года. Позже в транспортном доке по Беломорско-Балтийскому каналу подлодка была переправлена в город Северодвинск, где достраивалась и проходила государственные, швартовые и ходовые испытания в Белом море с 1 по 17 декабря 1990 года. 31 декабря 1990 года на корабле был поднят Военно-морской флаг СССР. В марте 1991 года лодка была включена в состав Краснознамённого Северного флота.
Экипаж под командованием С. В. Кузьмина с момента приема корабля от промышленности ускоренно ввёл его в состав боевого ядра и выполнил три боевые службы с оценкой «отлично». Качественно и в установленные сроки подготовил материальную часть к несению боевой службы.
С 15 июля по 12 августа 1994 года под командованием С. В. Кузьмина атомная подводная лодка «Б-414» совместно с подводным крейсером «К-18» (командир капитан 1-го ранга Ю. И. Юрченко) совершила групповой арктический поход, посвященный 300-летию Российского флота. Во время этого похода 25 июля корабль произвёл всплытие в географической точке Северного полюса, а всего в этом походе экипажем Б-414 произведено 14 всплытий в различной ледовой обстановке. Руководил походом контр-адмирал А. А. Берзин.
В сложных гидрометеорологических условиях арктического бассейна, при сильном торошении льда было обеспечено безаварийное плавание подо льдами Северного Ледовитого океана. Впервые в истории Российского флота североморцы водрузили на «макушке» планеты Государственный и Андреевский флаги России. Поход продемонстрировал высокий уровень боевой выучки и мастерства российских подводников и их большие возможности в сложных условиях подводного плавания.
Указом Президента Российской Федерации от 4 января 1995 года за мужество и героизм, проявленные при исполнении воинского долга в условиях, сопряженных с риском для жизни, капитану 1-го ранга Кузьмину Сергею Викторовичу присвоено звание Героя Российской Федерации с вручением знака особого отличия — медали «Золотая Звезда».
Из наградного листа:
…При нахождении ПЛ в арктических широтах, С. Кузьмин умело и грамотно управлял кораблем, ежедневно и ежечасно добиваясь слаженности в действиях экипажа, направленных на безопасность подледного плавания.

За время нахождения подо льдами командир в совершенстве отработал действия экипажа для плавания и ведения боевых действий в арктических районах, произвёл 14 всплытий в полыньях и разводьях
В июне 1995 года С. В. Кузьмин назначен заместителем командира 24-й дивизии атомных подводных лодок Краснознамённого Северного флота. В 1997 году он заочно окончил с отличием Военно-морскую академию имени Н. Г. Кузнецова. С 1997 года — заместитель командира, а с апреля 2000 года — командир 33-й дивизии атомных подводных лодок Краснознамённого Северного флота. С 2001 года — командир 7-й дивизии атомных подводных лодок Северного флота.
9 июня 2001 года капитану 1-го ранга Кузьмину С. В. присвоено воинское звание «контр-адмирал».
С сентября 2002 года — начальник штаба — заместитель командира 11-й эскадры подводных лодок Краснознамённого Северного флота. 30 июня 2006 года контр-адмирал С. В. Кузьмин назначен на должность начальника Управления боевой подготовки Военно-Морского Флота Российской Федерации.
Указом Президента России от 23 ноября 2010 года вице-адмирал С. В. Кузьмин освобождён от занимаемой должности и уволен с военной службы.
Сын — капитан третьего ранга Виктор Кузьмин, подводник. Погиб 1 июля 2019 года во время аварии на подводной лодке АС-12. Посмертно награждён Орденом Мужества.

## Награды
- Медаль «Золотая Звезда» Героя Российской Федерации (4.01.1995),
- Медали СССР,
- Медали РФ.